# Ромашковка (Липецкая область)
Ромашковка — деревня в Измалковском районе Липецкой области.
Входит в состав Васильевского сельского поселения.

## География
Ромашковка находится на правом берегу реки Семенёк. Через леревню проходит просёлочная дорога, имеется одна улица — Карьерная.

## Население
| 2010 |
| ---- |
| 10   |